# Турски грош
Турският грош (на френски: gros tournois) е френска средновековна сребърна монета.
Сечен в Кралство Франция от 1266 до 1352 г., включително в Княжество Ахея в изнесения монетен двор в Хлемуци. Турският грош е в огромно обръщение в периода XIII – XIV век и намира изключително широко търговско и географско разпространение вкл. в Източното Средиземноморие, имайки силно влияние върху паричното обращение в цяла средновековна Европа.
За първи път е сечен на 15 август 1266 г. в град Тур по време на управлението на крал Луи IX. Прототип са му са монетите на град Акра които френският крал среща по време на Седмия кръстоносен поход. На лицевата страна на монетата е изографисан символа на града (параклис или градска порта) в средата на кръгъл надпис „TURONUS CIVIS“ с 12 лилии по ръба на монетата. В гърба на монетата е кръст с вътрешен кръгъл надпис с името на сюзерена и външен – "Benedictum sit nomen domini nostri Jesu Christi" (Благословено да бъде името на Господа, нашия Бог, Иисус Христос).
Сеченето на турски грошове във и от Кралство Франция е причинено от нуждата от голяма сребърна монета, която да опосредстви развитието на средиземноморската търговия при презморските експедиции в резултат от кръстоносните походи във и към Леванта. Дори през XV век влиянието на локални аналози по тертипа на турския грош се усеща повсеместно в Европа, а чак до XVII век се запазва франкското обозначение „турноза“ като нарицание за цялата типизирана серия сребърни монети от този исторически период, опосредстващ появата на ново време.